# Rivière Lawagamau
La rivière Lawagamau, aussi connue sous le nom de rivière Kattawagami,, est affluent de la rivière Kesagami coulant dans le District de Cochrane, dans le Nord-Est de l'Ontario, en Ontario, au Canada. Il fait partie du bassin versant de la Baie James.

## Géographie

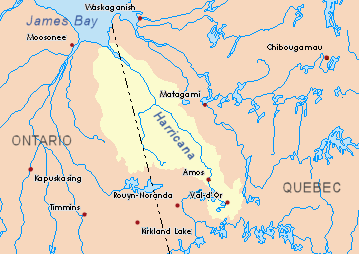
Bassin hydrographique de la rivière Harricana.

La rivière commence son parcours d'environ 215 km au lac Lawagamau Supérieur (English: Upper Lawagamau Lake) et se dirige vers le nord à travers le lac Lawagamau et la route  652 (Ontario). Il tourne au nord-est puis à l'est, reçoit sur sa rive droite le tributaire Hopper Creek, puis se dirige à nouveau vers le nord. La rivière reçoit sur sa rive gauche le tributaire Hoelke Creek, et atteint à son embouchure la rivière Kesagami. La rivière Kesagami traverse la rivière Harricana jusqu'à la rive Sud de la baie James.
La rivière commence au lac Lawagamau Supérieur (English: Upper Lawagamau Lake) et se dirige vers le nord à travers le lac Lawagamau et la route  652 (Ontario). Il tourne au nord-est puis à l'est, reçoit sur sa rive droite le tributaire Hopper Creek, puis se dirige à nouveau vers le nord. La rivière reçoit sur sa rive gauche le tributaire Hoelke Creek, et atteint à son embouchure la rivière Kesagami. La rivière Kesagami traverse la rivière Harricana jusqu'à la rive Sud de la baie James.

## Affluents
- Ruisseau Hoelke (rive gauche)
- Ruisseau Hopper (rive droite)